# OMIM
OMIM™ (англ. Online Mendelian Inheritance in Man, (укр. Менделівська Спадковість у Людини Онлайн) — проєктна база даних Університету Джона Гопкінса (англ. Johns Hopkins University) в США, яка є каталогом захворювань, асоційованих з генетичним компонентом та, якщо це можливо, посилання на гени в геномі людини. Мова інтерфейсу: англійська.
Кожне захворювання та ген мають свій шестизначний номер (MIM коди), в якому перше число означає тип спадковості.
В Українській Вікіпедії використовуються прямі посилання на OMIM у статтях, що описують захворювання у Шаблоні: Хвороба.
Таблиця типів спадковості залежно від MIM коду
| Перше число | Значення MIM кодів | Тип спадковості                                         |
| 1           | 100000-199999      | Аутосомно-домінантний (створено до 15 травня 1994 року) |
| 2           | 200000-299999      | Аутосомно-рецесивний (створено до 15 травня 1994 року)  |
| 3           | 300000-399999      | Пов'язаний з X-хромосомою                               |
| 4           | 400000-499999      | Пов'язаний з Y-хромосомою                               |
| 5           | 500000-599999      | Мітохондріальний                                        |
| 6           | 600000-            | Аутосомний (створено після 15 травня 1994 року)         |